# Tetsuwan Birdy
Tetsuwan Birdy (jap. 鉄腕バーディー, Tetsuwan Bādī, auch bekannt unter dem englischen Titel Birdy the Mighty) ist ein Manga von Masami Yūki, der erstmals im Jahr 1985 im Magazin Shōnen Sunday Super publiziert wurde. Masami stellte 1988 vorzeitig seine Arbeiten an dem Manga ein. Dennoch wurde der Manga durch eine gleichnamige Anime-OVA von Madhouse adaptiert, die 1996 erschien.
Im Jahr 2003 begann Masami ein Remake des Manga anzufertigen, das in dem Magazin Weekly Young Sunday abgedruckt wurde. Dort lief die Reihe bis 2008. Aufbauend auf dem Remake entstand eine von A-1 Pictures animierte Fernsehserie, die ab 4. Juli 2008 unter dem Titel Tetsuwan Birdy: Decode ausgestrahlt wurde. Dieser schloss sich am 9. Januar 2009 die zweite Staffel Tetsuwan Birdy: Decode:02 an.
Nach dem Abschluss des Mangas im Jahr 2008 wird dieser unter dem Titel Tetsuwan Birdy Evolution fortgesetzt. Zeichner ist abermals Masami Yuki.

## Handlung
In einer Welt, die von interplanetarischen Verbrechen heimgesucht wird, ist Birdy Chiffon Altera dabei, einige Kriminelle bis auf die Erde zu verfolgen. Auf der Jagd nach den Verbrechern tötet sie versehentlich den Oberschüler Tsutomu Senkawa. Davon berührt rettet sie ihm das Leben, indem sie ihren Geist mit dem seinen verschmilzt und in ihren Körper übernimmt, muss aber unterdessen die Kriminellen entkommen lassen.
Bis der Körper von Tsutomu wiederhergestellt wird und er seinen Geist zurücktransferieren kann, muss er also in dem Körper von Birdy verweilen. Da Birdy die Möglichkeit besitzt, die Gestalt von Tsutomu anzunehmen, versucht er, das Leben mit seinen Freunden und seiner Familie aufrechtzuerhalten, während Birdy die freie Zeit nutzt, um ihrerseits auf Verbrecherjagd zu gehen. Dabei geraten beide zunehmend immer weiter in die Machenschaften von Außerirdischen, die auf der Erde an den Menschen Experimente durchführen.

## Manga
Mangaka Masami Yūki, der vor allem für seine langjährige Arbeit an dem Manga Kidō Keisatsu Patlabor bekannt ist, begann im Jahr 1985 mit Zeichenarbeiten an der Manga-Reihe Tetsuwan Birdy. Diese wurde im Shōnen-Magazin Shōnen Sunday Super publiziert, das von Shogakukan verlegt wurde. Dort wurde der Manga monatlich bis 1988 veröffentlicht, jedoch nicht abgeschlossen, da Masami Yuki den Manga selbst aufgab. Erste zusammengefasste Kapitel erschienen in Form eines Tankōbon im Zusammenhang mit der Veröffentlichung der OVA im Juli 1996.
Im Jahr 2003 begann Masami mit größeren Ambitionen die Anfertigung eines Remakes, das seit diesem Jahr im Seinen-Magazin Weekly Young Sunday erschien. Verleger war auch in diesmal Shogakukan. In dem Magazin erschienen die einzelnen Kapitel bis 2008. Die zusammengefassten Kapitel erschienen vom 5. Juni 2003 bis zum 3. Oktober 2008 in Form von 20 Tankōbon-Ausgaben. Seit 20. Juni 2007 erscheint der Manga ebenfalls in einer französischen Fassung, die von Pika Édition herausgegeben wird.
Nach dem Abschluss der Serie begann Masami noch im selben Jahr mit den Arbeiten an der Fortsetzung Tetsuwan Birdy Evolution, die seit 11. Oktober 2008 erscheint.

## Anime

### OVA
Aufbauend auf dem abgebrochenen ersten Manga entstand im Jahr 1996 eine von Madhouse produzierte Anime-OVA mit einer Länge von 30 Minuten die am 25. Juli 2008 veröffentlicht wurde. Das Drehbuch wurde von Yoshiaki Kawajiri geschrieben der unter anderem für seine Beteiligung an Vampire Hunter D und Ninja Scroll bekannt ist. Vom Leiter der Animation Kumiko Takahashi stammt ebenfalls auch das Character-Design.

### Tetsuwan Birdy: Decode
Das Remake des Manga wurde durch A-1 Pictures, im Auftrage von Aniplex, in Form von zwei Anime-Fernsehserie mit jeweils 13 Folgen adaptiert. Ursprünglich wurde die Serie unter dem Titel Birdy the Movement angekündigt. Auf der Tōkyō Kokusai Anime Fair wurde letztlich die Änderung des Titels bekannt gegeben. So wurde die erste Staffel Tetsuwan Birdy: Decode seit dem 4. Juli 2008 erstmals auf dem japanischen Sender TV Saitama ausgestrahlt. Neben diesem wurde die Serie auf diversen anderen Sendern wie Animax, BS11 Digital, Chiba TV, Chubu-Nippon Broadcasting, Hokkaido Broadcasting, KBS Kyōto, Okinawa Television Broadcasting, Sun TV, Tohoku Broadcasting, Tokyo MX, TV Hokkaido, TV Kanagawa oder TVQ Kyushu Broadcasting übertragen. Auf diesen wurde die Serie in wöchentlichem Abstand gezeigt. Die letzte Folge wurde erstmals am 29. September 2008 übertragen.
Die Serie wurde von Regisseur Kazuki Akane (ebenfalls Regisseur von The Vision of Escaflowne) in Szene gesetzt. Das Drehbuch wurde von Hiroshi Ōnogi geschrieben. Das ebenfalls neu gestaltete Character-Design wurde von Ryo Timo entworfen, der auch die Leitung der Animation übernahm.

### Tetsuwan Birdy: Decode:02
Die zweite Staffel Tetsuwan Birdy: Decode:02 (鉄腕バーディー DECODE:02) wird seit dem 9. Januar 2009 übertragen. An der Besetzung wurde keine wesentlichen Veränderungen vorgenommen.

### Synchronisation
Aufgrund der zeitlichen Differenz wurden die OVA und die Fernsehserien von unterschiedlichen Sprechern (Seiyū) gesprochen.
| Rolle                | Japanischer Sprecher (Seiyū)                |
| -------------------- | ------------------------------------------- |
| Tsutomu Senkawa      | Kotono Mitsuishi (OVA) Miyu Irino (Serie)   |
| Birdy Chiffon Altera | Tetsuya Iwanaga (OVA) Saeko Chiba (Serie)   |
| Natsumi Hayamiya     | Yukana (OVA) Kanae Itō (Serie)              |
| Hazumi Senkawa       | Tomoko Maruo (OVA) Mikako Takahashi (Serie) |
| Gomez                | Akio Ōtsuka (OVA) Unshō Ishizuka (Serie)    |